# Urania occidentalis
Urania occidentalis är en fjärilsart som beskrevs av William Swainson 1833. Urania occidentalis ingår i släktet Urania och familjen Uraniidae. Inga underarter finns listade i Catalogue of Life.